# Erhard I. Jakobi
Erhard I. Jakobi war Abt des Klosters Waldsassen von 1486 bis 1493.
Erhard I. stammte aus Weiden und studierte in Leipzig. Bevor er zum Abt von Waldsassen berufen wurde, war er Prior und anschließend Abt von Sedletz. Wegen seiner strengen Führung zog er sich den Unmut der Klosterbrüder zu und sah sich gezwungen zu resignieren. Er zog sich in das Steinhaus in Eger zurück. Als er nach dem Tod seines Nachfolgers Erhard II. Spede den neu gewählten Abt Georg I. Engel nicht anerkennen wollte, wurde ihm sein Gehalt entzogen. Er wirkte als Beichtvater in Brünn, war drei Tage Abt des Klosters Skalitz und kehrte 1503 nach Waldsassen zurück. 	